# Ludolf Bakhuizen
Ludolf Bakhuizen (Emden, 28 december 1630 - Amsterdam, 7/8 november 1708) was een in de Pruisische havenstad Emden geboren schilder van zeegezichten, die begon als kalligraaf en zich ook verdiepte in de wiskunde.

## Biografie
Zijn vader was griffier aan het Hof van Aurich en vestigde zich in 1622 in Emden als notaris. Ludolf bezocht daar de Latijnse school. Bakhuizen kwam in 1649 naar Amsterdam waar hij werkte als klerk en boekhouder voor het beroemde handelshuis Bartolotti. Zijn fraaie handschrift trok de aandacht en geïnspireerd door de zeegezichten van Willem van de Velde de Oude begon hij met pen op paneel te tekenen. Hij vervolmaakte zijn vaardigheden met olieverf en werd fulltime kunstenaar met misschien Allart van Everdingen maar vooral Hendrick Dubbels als leermeester. Hij werkte samen met Bartholomeus van der Helst. Al snel werd Bakhuizen internationaal beroemd vanwege zijn prachtige zeegezichten.

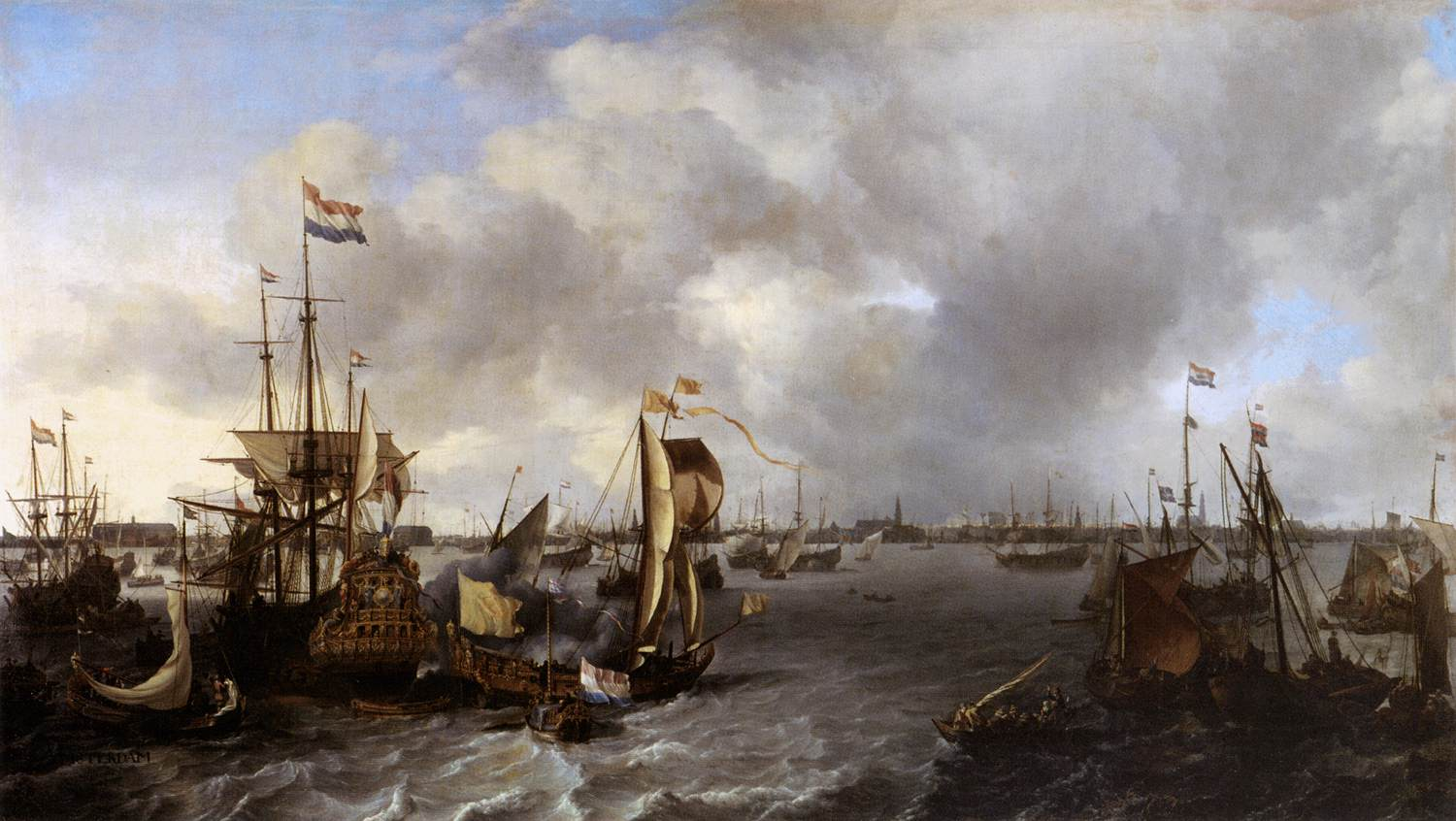
Gezicht op Amsterdam met schepen op het IJ, 1666, Musée du Louvre, Parijs

Schepen in moeilijkheden voor een rotsachtige kust, 1667, National Gallery of Art, Washington

In 1662 woonde hij een jaar in Hoorn aan de Luyendijk. In 1663 werd hij lid van het Amsterdamse Sint Lucasgilde. In 1664 trok hij in bij zijn derde echtgenote op de Rozengracht. In 1666 schilderde hij zijn Gezicht op Amsterdam met schepen op het IJ, dat hij maakte in opdracht van de stad Amsterdam als diplomatiek geschenk aan de Franse minister Hugues de Lionne en dat tegenwoordig in het Louvre hangt. In 1671 werkte hij samen met Abraham van den Tempel. Nadat Willem van de Velde in 1672 naar Engeland was vertrokken, werd hij de belangrijkste Amsterdamse marineschilder, die inmiddels ook werd gekopieerd.
Over Bakhuizen wordt gezegd dat hij bij slecht weer vaak het water op ging om de weersinvloeden op lucht en water van nabij te volgen. Door de sfeer van zijn schilderijen en zijn licht- donkercontrasten wordt hij gezien als een voorloper van de romantiek. Niet alleen schilderde hij veel woeste zeeën maar hij maakte ook afbeeldingen van havengezichten en belangrijke gebeurtenissen uit de Hollandse maritieme geschiedenis.

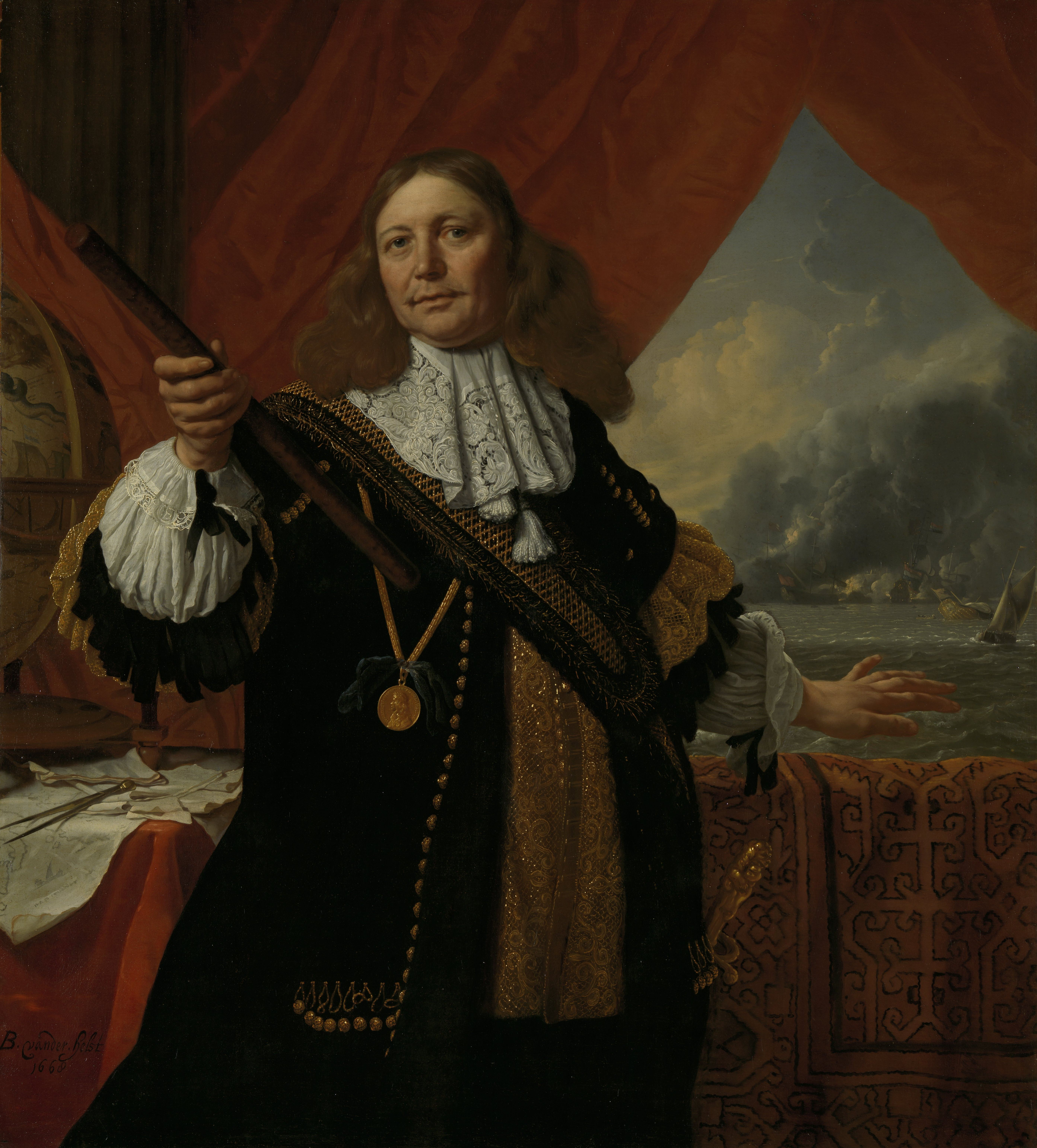
Bartholomeus van der Helst en Ludolf Bakhuizen, Portret van Johan de Liefde, 1668, Rijksmuseum Amsterdam

In 1678, als zijn vrouw is gestorven, maken de schilders Johannes van Huchtenburg en Jan Weenix een schatting van de waarde van de inventaris. Hij woonde destijds aan het Singel tegenover de Doelen. In 1680 schilderde hij een portret van de dichter Joannes Antonides van der Goes. Hij schilderde ook Petrus Francius. Al eerder had hij de achtergrond op het portret van Johan de Liefde geschilderd. Vanaf 1690 werd hij ongemeen productief en nam iemand in dienst om zijn administratie af te handelen. Mogelijk gaf hij tsaar Peter de Grote een tijdje les. Een van zijn andere leerlingen was Michiel Maddersteg.

## Kunstkamer
In 1699 stichtte Bakhuizen in Amsterdam een kunstkamer die werd gevestigd op de derde verdieping aan de Damzijde van het Amsterdamse stadhuis en samen met de portretschilder Michiel van Musscher werd hij een van de eerste directeuren. Aan deze galerie van eigentijdse meesters, waar tevens objecten stonden om kunstenaars te inspireren, zoals terracotta modellen van Artus Quellinus was ook een soort tekenkunst-academie verbonden. Michiel Hinlopen schonk al zijn prenten aan de stad en deze waren opgeslagen bij de kunstkamer. Gerard de Lairesse, Nicolaes Witsen en zijn neef Jonas waren actief betrokken bij de kunstkamer.
Hoewel Bakhuizen naar Engeland vertrok kwam hij aan het einde van zijn leven terug naar Amsterdam. Omstreeks 1702 leverde Bakhuizen een schilderij af met als onderwerp de Slag bij Vigo. In 1705 kwam de doofstomme zoon van Romeyn de Hooghe bij Bakhuizen inwonen, die in 1680 was getrouwd met Anna de Hooghe uit Haarlem. Bakhuizen woonde op de Herengracht bij de Oude Leliestraat, niet ver van het Bartolottihuis. Daar is hij in 1708 op ongeveer 78-jarige leeftijd overleden. Hij had bepaald dat er na de begrafenis voor 80 gulden kon worden verteerd in de Handboogdoelen.

## Werken
| Datering      | Titel                                               | Type       | Verblijfplaats                                                | Afbeelding |
| ------------- | --------------------------------------------------- | ---------- | ------------------------------------------------------------- | ---------- |
| 1655-1660     | De scheepstimmerwerf der Admiraliteit van Amsterdam | Schilderij | Rijksmuseum Amsterdam, Amsterdam                              |            |
| 1652-1708     | Zeeslag tussen Engelse en Hollandse schepen         | Schilderij | Staatliche Kunstsammlung Dresden, Gemäldegalerie Alte Meister |            |
| 1660-1663     | Vissersboot en kustvaarder in onstuimig weer        | Schilderij | Musée du Louvre, Parijs                                       |            |
| 1666          | Gezicht op Amsterdam met schepen op het IJ          | Schilderij | Musée du Louvre, Parijs                                       |            |
| 1667          | Schepen in een storm                                | Schilderij | Palazzo Pitti, Florence                                       |            |
| 1667          | Schepen in moeilijkheden voor een rotsachtige kust  | Schilderij | National Gallery of Art, Washington                           |            |
| 1668          | Portret van Johan de Liefde                         | Schilderij | Rijksmuseum Amsterdam, Amsterdam                              |            |
| 1671          | Nederlandse schepen op de rede van Texel            | Schilderij | Rijksmuseum Amsterdam, Amsterdam                              |            |
| 1673          | Het IJ voor Amsterdam, van de Mosselsteiger gezien  | Schilderij | Rijksmuseum Amsterdam, Amsterdam                              |            |
| Ca. 1680-1708 | Het IJ voor Amsterdam                               | Schilderij | Rijksmuseum Amsterdam, Amsterdam                              |            |
| 1692          | Woelige zee met schepen                             | Schilderij | Rijksmuseum Amsterdam, Amsterdam                              |            |
| 1694          | Woelige zee met Nederlands jacht onder zeil         | Schilderij | Rijksmuseum Amsterdam, Amsterdam                              |            |
| 1702-1708     | De zeeslag in de baai van Vigo, 12 oktober 1702     | Schilderij | National Maritime Museum, Londen                              |            |

- Bibsys: 1602157053672
- Biblioteca Nacional de España: XX5549761
- Bibliothèque nationale de France: cb14966676v (data)
- Biografisch Portaal: 11097997
- Digitale Bibliotheek voor de Nederlandse Letteren: back058
- Gemeinsame Normdatei: 119286564
- International Standard Name Identifier: 0000 0001 2024 4043
- KulturNav: 7d1a62c5-76ab-4d0b-bf32-c639f8ff2259
- Library of Congress Control Number: n85318254
- MusicBrainz: 07b0991e-73f5-47e1-9e50-a9298d196d81
- Nationale Bibliotheek van Tsjechië: xx0136482
- Nederlandse Thesaurus van Auteursnamen: 071378669
- Réseau des bibliothèques de Suisse occidentale: 02-A017994256
- RKD-Nederlands Instituut voor Kunstgeschiedenis: 3414
- Système universitaire de documentation: 068982089
- Museum of New Zealand Te Papa Tongarewa: 114
- Union List of Artist Names: 500004095
- Virtual International Authority File: 40185031
- WorldCat: E39PBJkXttMTJybJwtByD7cdcP